# USS Kearsarge (LHD-3)
För tidigare amerikanska krigsfartyg med samma namn, se USS Kearsarge
USS Kearsarge (LHD-3) är ett amfibiefartyg i Wasp-klass som tillhör USA:s flotta.
Besättningen består av 66 officerare och omkring 1 000 övriga besättningsmedlemmar. Fartyget kan ta omkring 1 700 marinsoldater och har ett flygdäck, som kan utnyttjas för olika typer av luftfarkoster. En standardkonstellation är sex F-35B eller AV-8B Harrier II, tolv tiltrotorflygplan av typ MV-22B Osprey, attackhelikoptar AH-1 Cobra samt transporthelikoptrar CH-53E Super Stallion och SH-60 Seahawk.

## Bakgrund
USS Kearsarge byggdes på Litton-Ingalls Shipbuilding Corporation i Pascagoula i Mississippi. Kölsträckning skedde i februari 1990, varpå hon sjösattes i mars 1992 och togs i tjänst i oktober 1993.
Den 3 juni 2022 deltog USS Kearsarge i ett örlogsbesök i Stockholm som var en del i inför den kommande övningen Baltops 2022. Med sina 257 meter fick hon ligga förtöjd vid bojar i Stockholms ström.

## Bildgalleri

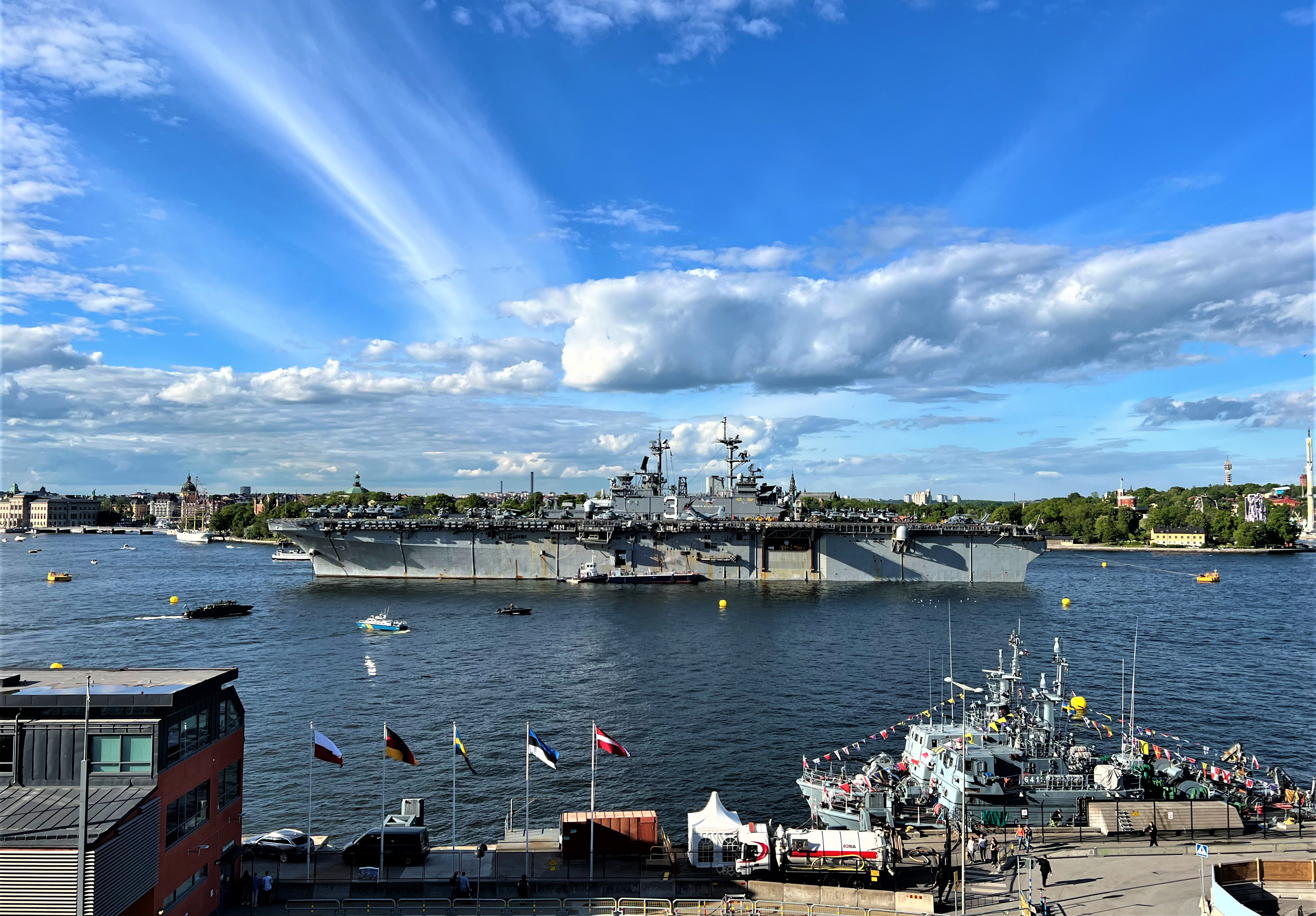
USS Kearsarge i Stockholms ström, juni 2022
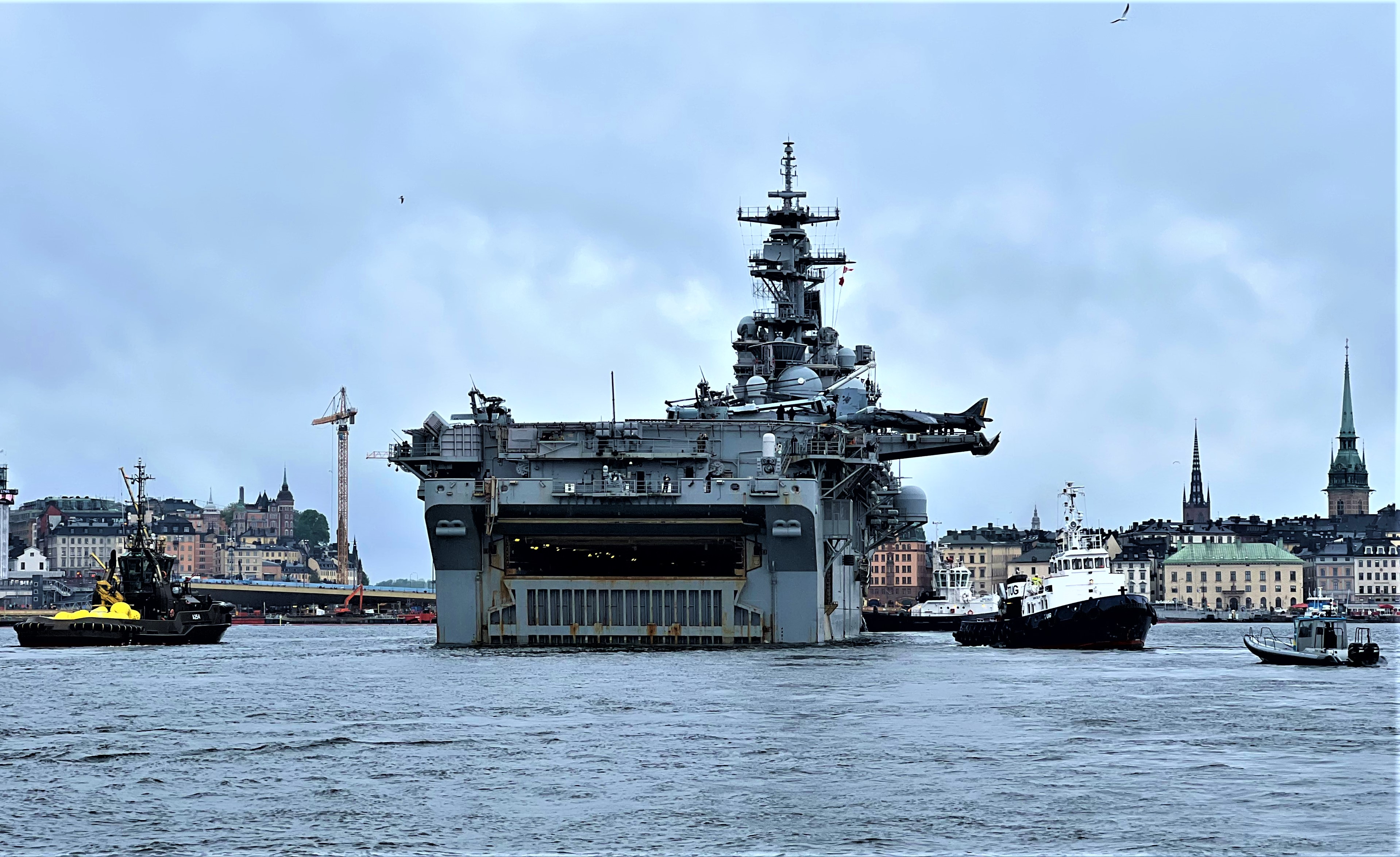
USS Kearsarge lägger till i Stockholms ström, assisterad av bland andra bogserbåtarna Tug och Montfred, juni 2022
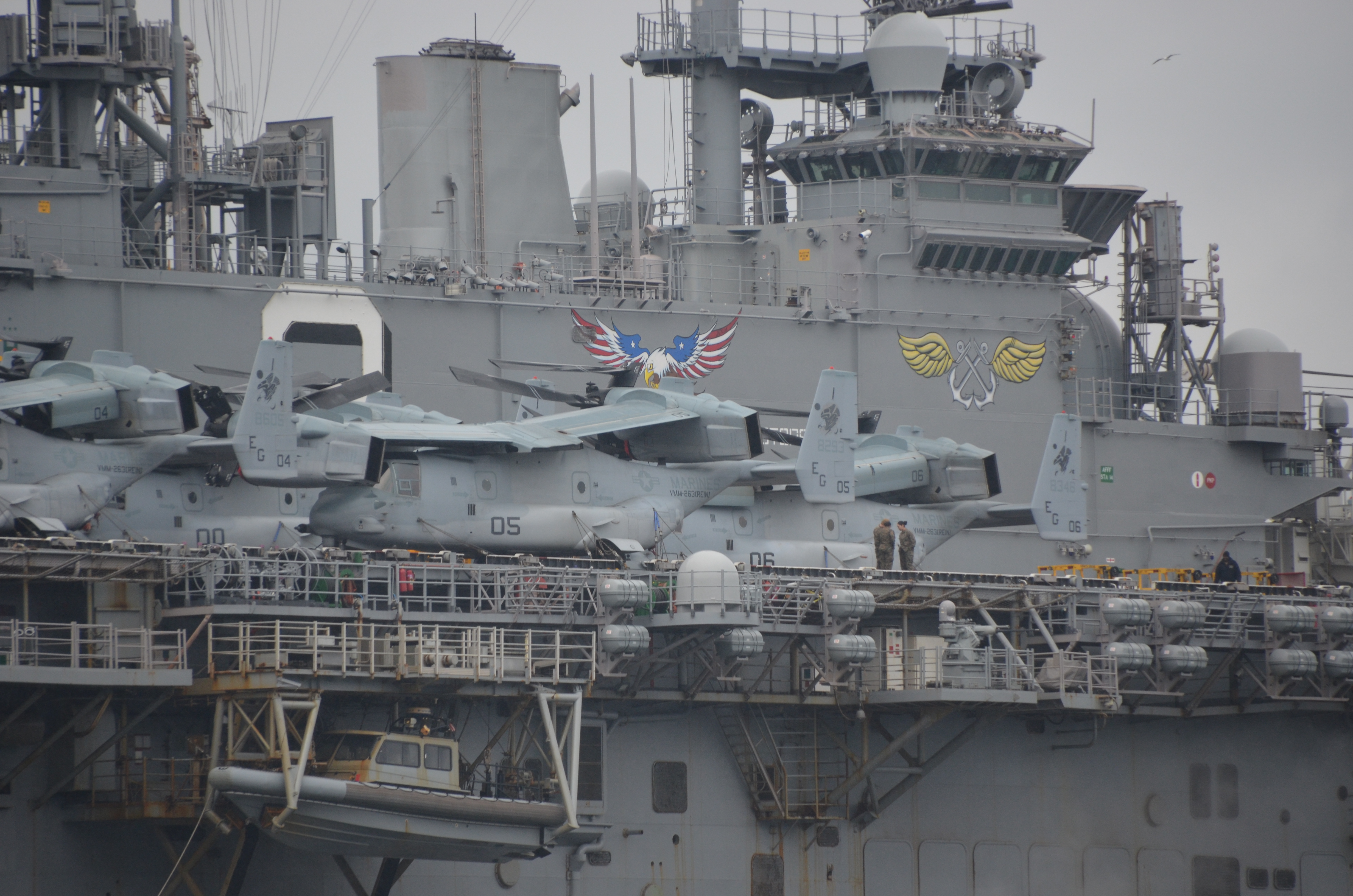
V-22 Ospreys på flygdäcket
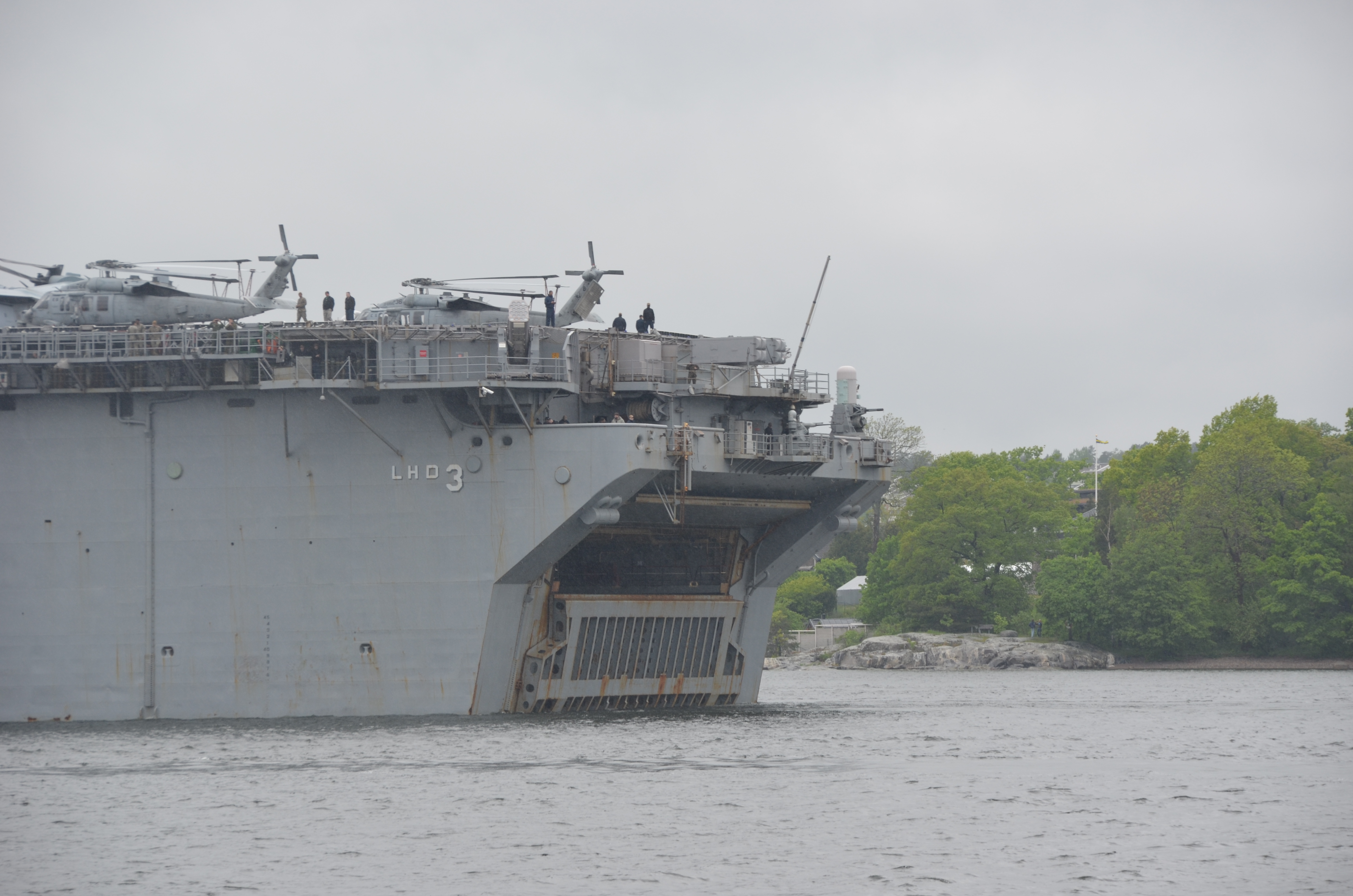
Akter med ingång till våtdäcket och Sikorsky Seahawks på flygdäcket
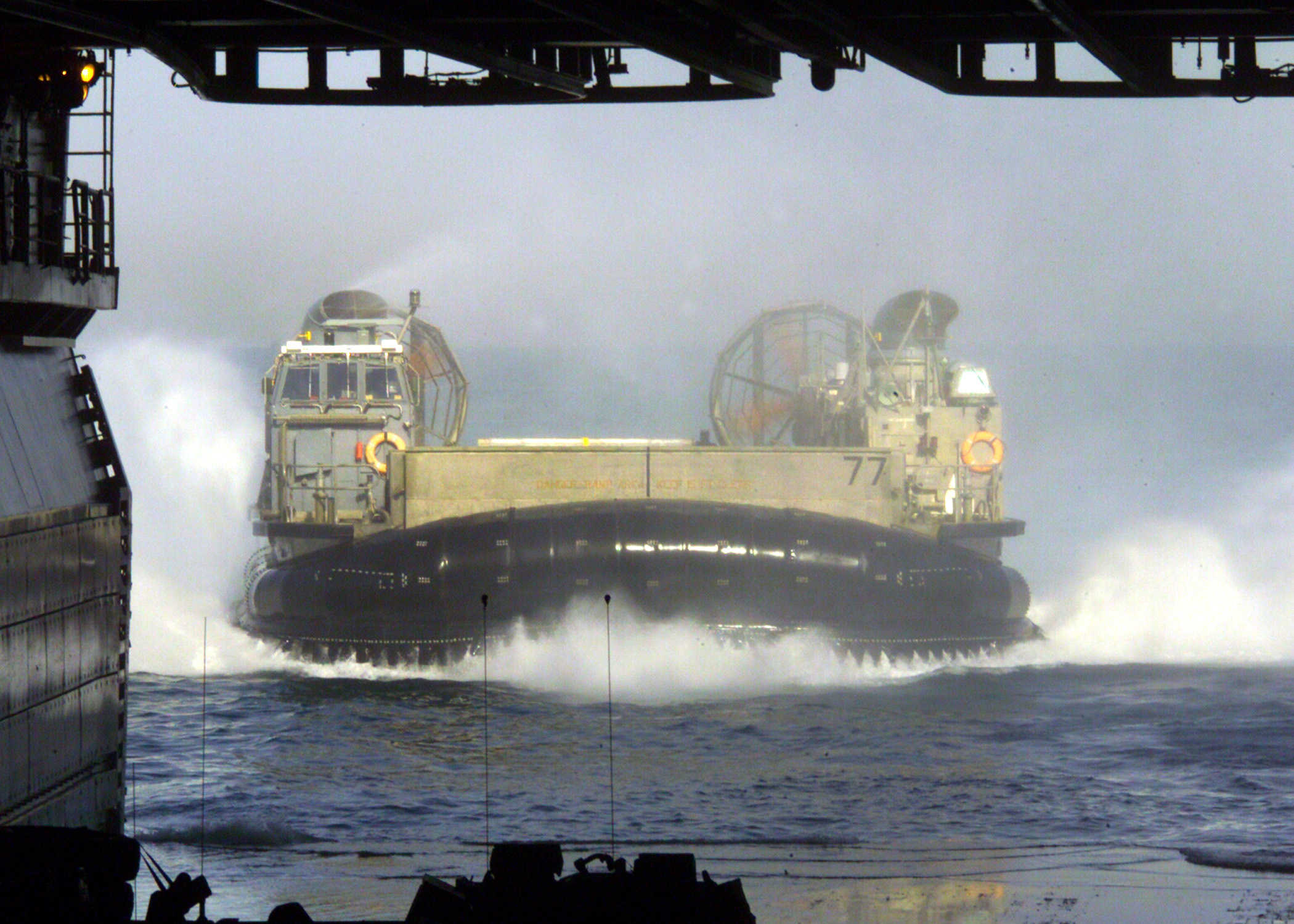
Landstigningsbåt LCAC av luftkuddetyp på väg in i welldäcket